# کامیلا (اسطوره‌شناسی)

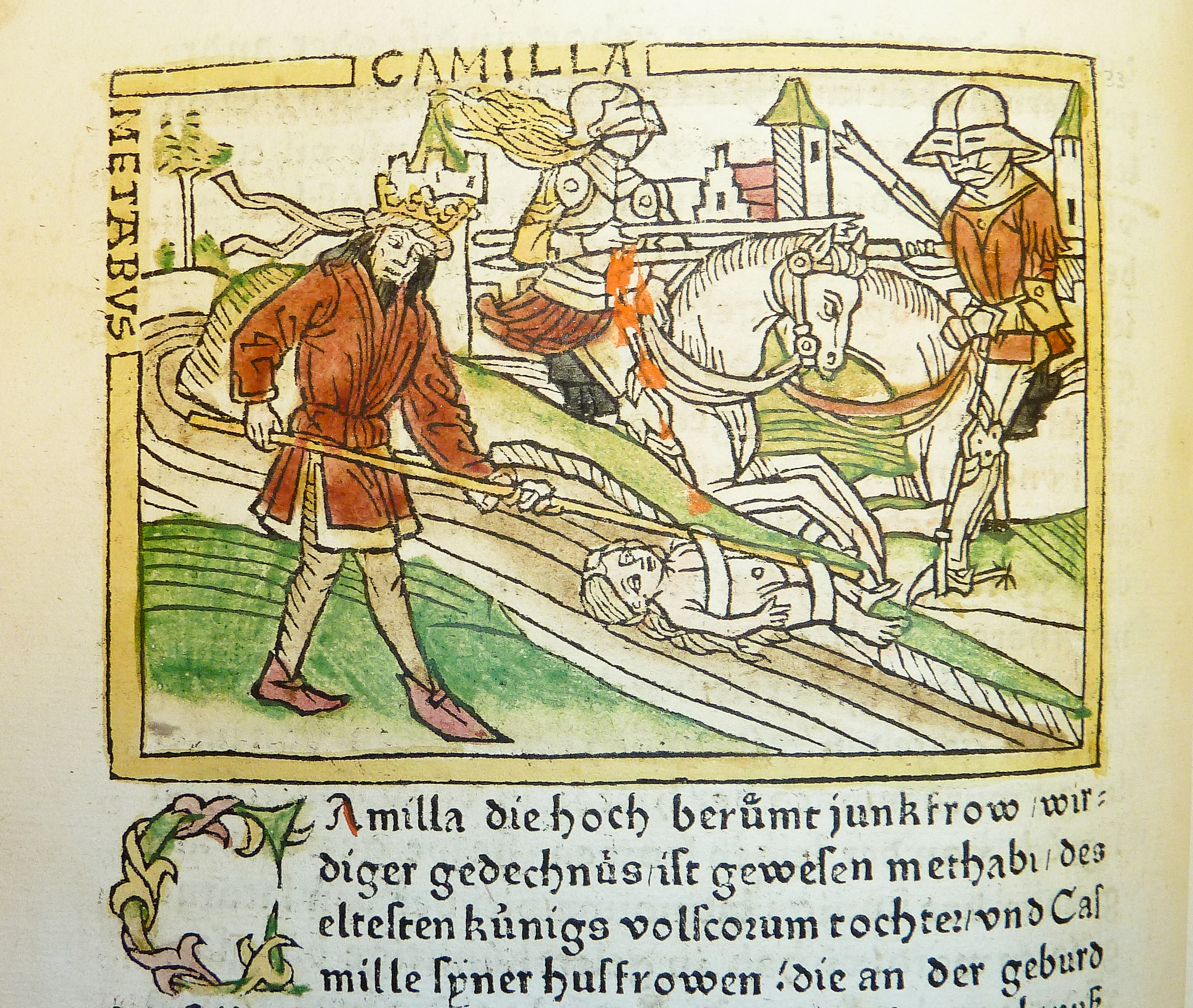
تصویر چوبی از فرار کامیلا و متابوس به تبعید، برگرفته از ترجمه غیرقابل قبول آلمانی توسط هاینریش اشتاینهوول

کامیلا (انگلیسی: Camilla) در انه‌اید ویرژیل، کامیلا از قوم ولسکیان، دختر متابوس پادشاه و کاسمیلا است. متابوس که از تاج و تخت خود رانده شده، توسط ولسی‌های مسلح، دختر نوزادش که در دستانش است، به بیابان تعقیب می‌شود. رودخانه آماسنوس راه او را مسدود کرد و متابوس از ترس رفاه کودک، او را به نیزه بست. او به دیانا قول داد که کامیلا خدمتکار او، یک باکره جنگجو باشد. سپس با خیال راحت او را به طرف دیگر پرتاب کرد و برای بازیابی او شنا کرد.